# 6 uur van Fuji 2023
De 6 uur van Fuji 2023 was de zesde race van het FIA World Endurance Championship-seizoen 2023. De race werd verreden op 10 september 2023 op de Fuji Speedway nabij Oyama, Japan.
De race werd gewonnen door de Toyota Gazoo Racing #7 van Mike Conway, Kamui Kobayashi en José María López. De LMP2-klasse werd gewonnen door de Team WRT #41 van Rui Andrade, Louis Delétraz en Robert Kubica. De LMGTE Am-klasse werd gewonnen door de AF Corse #54 van Francesco Castellacci, Thomas Flohr en Davide Rigon.

## Inschrijvingen
Er waren 36 auto's ingeschreven voor de race, bestaande uit twaalf in de Hypercar-klasse, elf in de LMP2-klasse en dertien in de LMGTE Am-klasse. In de Hypercar-klasse was de #708 Glickenhaus Racing afwezig. In de #94 Peugeot TotalEnergies werd Nico Müller vervangen door Stoffel Vandoorne, aangezien Müller een sleutelbeenblessure had opgelopen.
In de LMP2-klasse keerde Juan Manuel Correa terug in de #9 Prema Racing in plaats van Andrea Caldarelli, die op zijn beurt Mathias Beche verving in de #63 Prema Racing. In de #22 United Autosports keerde Filipe Albuquerque terug in plaats van Ben Hanley, die op zijn beurt Giedo van der Garde verving in de #23 United Autosports.
In de LMGTE Am-klasse vonden twee rijderswissels plaats in de #21 AF Corse. Ulysse de Pauw en Julien Piguet werden vervangen door Kei Cozzolino en Hiroshi Koizumi. In de #56 Project 1 - AO keerden P. J. Hyett en Gunnar Jeannette terug in plaats van Guilherme Oliveira en Efrin Castro na een race in de Noord-Amerikaanse Porsche Carrera Cup. In de #57 Kessel Racing werd Cozzolino vervangen door Ritomo Miyata, aangezien de vaste coureur Daniel Serra geen toegang tot Japan kon krijgen. De #98 NorthWest AMR keerde terug na een race afwezigheid.

## Kwalificatie
Tijden vetgedrukt betekent de snelste tijd in die klasse.
| Pos. | Klasse   | No. | Team                      | Tijd     | Grid |
| ---- | -------- | --- | ------------------------- | -------- | ---- |
| 1    | Hypercar | 7   | Toyota Gazoo Racing       | 1:27.794 | 1    |
| 2    | Hypercar | 8   | Toyota Gazoo Racing       | 1:28.418 | 2    |
| 3    | Hypercar | 6   | Porsche Penske Motorsport | 1:28.687 | 3    |
| 4    | Hypercar | 5   | Porsche Penske Motorsport | 1:28.717 | 4    |
| 5    | Hypercar | 2   | Cadillac Racing           | 1:28.770 | 5    |
| 6    | Hypercar | 51  | Ferrari – AF Corse        | 1:28.991 | 6    |
| 7    | Hypercar | 50  | Ferrari – AF Corse        | 1:29.063 | 7    |
| 8    | Hypercar | 38  | Hertz Team Jota           | 1:29.111 | 8    |
| 9    | Hypercar | 99  | Proton Competition        | 1:29.338 | 9    |
| 10   | Hypercar | 93  | Peugeot TotalEnergies     | 1:29.898 | 10   |
| 11   | Hypercar | 94  | Peugeot TotalEnergies     | 1:31.822 | 11   |
| 12   | LMP2     | 22  | United Autosports         | 1:32.182 | 12   |
| 13   | Hypercar | 4   | Floyd Vanwall Racing Team | 1:32.199 | 13   |
| 14   | LMP2     | 41  | Team WRT                  | 1:32.273 | 14   |
| 15   | LMP2     | 23  | United Autosports         | 1:32.453 | 15   |
| 16   | LMP2     | 28  | Jota                      | 1:32.778 | 16   |
| 17   | LMP2     | 34  | Inter Europol Competition | 1:32.846 | 17   |
| 18   | LMP2     | 10  | Vector Sport              | 1:32.876 | 18   |
| 19   | LMP2     | 31  | Team WRT                  | 1:32.893 | 19   |
| 20   | LMP2     | 9   | Prema Racing              | 1:32.917 | 20   |
| 21   | LMP2     | 36  | Alpine Elf Team           | 1:33.027 | 21   |
| 22   | LMP2     | 63  | Prema Racing              | 1:33.086 | 22   |
| 23   | LMP2     | 35  | Alpine Elf Team           | 1:33.400 | 23   |
| 24   | LMGTE Am | 33  | Corvette Racing           | 1:38.338 | 24   |
| 25   | LMGTE Am | 85  | Iron Dames                | 1:38.373 | 25   |
| 26   | LMGTE Am | 777 | D'Station Racing          | 1:38.875 | 26   |
| 27   | LMGTE Am | 98  | NorthWest AMR             | 1:38.881 | 27   |
| 28   | LMGTE Am | 57  | Kessel Racing             | 1:39.011 | 28   |
| 29   | LMGTE Am | 83  | Richard Mille AF Corse    | 1:39.173 | 29   |
| 30   | LMGTE Am | 56  | Project 1 – AO            | 1:39.179 | 30   |
| 31   | LMGTE Am | 77  | Dempsey-Proton Racing     | 1:39.183 | 31   |
| 32   | LMGTE Am | 86  | GR Racing                 | 1:39.202 | 32   |
| 33   | LMGTE Am | 54  | AF Corse                  | 1:39.283 | 33   |
| 34   | LMGTE Am | 25  | ORT by TF                 | 1:39.344 | 34   |
| 35   | LMGTE Am | 21  | AF Corse                  | 1:39.566 | 35   |
| 36   | LMGTE Am | 60  | Iron Lynx                 | 1:40.292 | 36   |

## Uitslag
Winnaars in hun klasse zijn vetgedrukt; Hypercar is rood, LMP2 is blauw en LMGTE Am is oranje.
| Pos. | Klasse   | No. | Team                      | Coureurs                                                    | Chassis                          | Banden | Ronden | Tijd/Reden  |
| Pos. | Klasse   | No. | Team                      | Coureurs                                                    | Motor                            | Banden | Ronden | Tijd/Reden  |
| ---- | -------- | --- | ------------------------- | ----------------------------------------------------------- | -------------------------------- | ------ | ------ | ----------- |
| 1    | Hypercar | 7   | Toyota Gazoo Racing       | Mike Conway Kamui Kobayashi José María López                | Toyota GR010 Hybrid              | M      | 229    | 6:01:17.551 |
| 1    | Hypercar | 7   | Toyota Gazoo Racing       | Mike Conway Kamui Kobayashi José María López                | Toyota 3.5 L Turbo V6            | M      | 229    | 6:01:17.551 |
| 2    | Hypercar | 8   | Toyota Gazoo Racing       | Sébastien Buemi Brendon Hartley Ryō Hirakawa                | Toyota GR010 Hybrid              | M      | 229    | +39.119     |
| 2    | Hypercar | 8   | Toyota Gazoo Racing       | Sébastien Buemi Brendon Hartley Ryō Hirakawa                | Toyota 3.5 L Turbo V6            | M      | 229    | +39.119     |
| 3    | Hypercar | 6   | Porsche Penske Motorsport | Kévin Estre André Lotterer Laurens Vanthoor                 | Porsche 963                      | M      | 229    | +47.768     |
| 3    | Hypercar | 6   | Porsche Penske Motorsport | Kévin Estre André Lotterer Laurens Vanthoor                 | Porsche 9RD 4.6 L Turbo V8       | M      | 229    | +47.768     |
| 4    | Hypercar | 50  | Ferrari AF Corse          | Antonio Fuoco Miguel Molina Nicklas Nielsen                 | Ferrari 499P                     | M      | 228    | +1 ronde    |
| 4    | Hypercar | 50  | Ferrari AF Corse          | Antonio Fuoco Miguel Molina Nicklas Nielsen                 | Ferrari F163 3.0 L Turbo V6      | M      | 228    | +1 ronde    |
| 5    | Hypercar | 51  | Ferrari AF Corse          | James Calado Antonio Giovinazzi Alessandro Pier Guidi       | Ferrari 499P                     | M      | 228    | +1 ronde    |
| 5    | Hypercar | 51  | Ferrari AF Corse          | James Calado Antonio Giovinazzi Alessandro Pier Guidi       | Ferrari F163 3.0 L Turbo V6      | M      | 228    | +1 ronde    |
| 6    | Hypercar | 38  | Hertz Team Jota           | António Félix da Costa Will Stevens Ye Yifei                | Porsche 963                      | M      | 228    | +1 ronde    |
| 6    | Hypercar | 38  | Hertz Team Jota           | António Félix da Costa Will Stevens Ye Yifei                | Porsche 9RD 4.6 L Turbo V8       | M      | 228    | +1 ronde    |
| 7    | Hypercar | 94  | Peugeot TotalEnergies     | Loïc Duval Gustavo Menezes Stoffel Vandoorne                | Peugeot 9X8                      | M      | 228    | +1 ronde    |
| 7    | Hypercar | 94  | Peugeot TotalEnergies     | Loïc Duval Gustavo Menezes Stoffel Vandoorne                | Peugeot X6H 2.6 L Turbo V6       | M      | 228    | +1 ronde    |
| 8    | Hypercar | 93  | Peugeot TotalEnergies     | Paul di Resta Mikkel Jensen Jean-Éric Vergne                | Peugeot 9X8                      | M      | 226    | +3 ronden   |
| 8    | Hypercar | 93  | Peugeot TotalEnergies     | Paul di Resta Mikkel Jensen Jean-Éric Vergne                | Peugeot X6H 2.6 L Turbo V6       | M      | 226    | +3 ronden   |
| 9    | Hypercar | 99  | Proton Competition        | Gianmaria Bruni Neel Jani Harry Tincknell                   | Porsche 963                      | M      | 221    | +8 ronden   |
| 9    | Hypercar | 99  | Proton Competition        | Gianmaria Bruni Neel Jani Harry Tincknell                   | Porsche 9RD 4.6 L Turbo V8       | M      | 221    | +8 ronden   |
| 10   | Hypercar | 2   | Cadillac Racing           | Earl Bamber Alex Lynn Richard Westbrook                     | Cadillac V-Series.R              | M      | 219    | +10 ronden  |
| 10   | Hypercar | 2   | Cadillac Racing           | Earl Bamber Alex Lynn Richard Westbrook                     | Cadillac LMC55R 5.5 L V8         | M      | 219    | +10 ronden  |
| 11   | LMP2     | 41  | Team WRT                  | Rui Andrade Louis Delétraz Robert Kubica                    | Oreca 07                         | G      | 219    | +10 ronden  |
| 11   | LMP2     | 41  | Team WRT                  | Rui Andrade Louis Delétraz Robert Kubica                    | Gibson GK428 4.2 L V8            | G      | 219    | +10 ronden  |
| 12   | LMP2     | 22  | United Autosports         | Filipe Albuquerque Philip Hanson Frederick Lubin            | Oreca 07                         | G      | 218    | +11 ronden  |
| 12   | LMP2     | 22  | United Autosports         | Filipe Albuquerque Philip Hanson Frederick Lubin            | Gibson GK428 4.2 L V8            | G      | 218    | +11 ronden  |
| 13   | LMP2     | 31  | Team WRT                  | Robin Frijns Sean Gelael Ferdinand Habsburg                 | Oreca 07                         | G      | 218    | +11 ronden  |
| 13   | LMP2     | 31  | Team WRT                  | Robin Frijns Sean Gelael Ferdinand Habsburg                 | Gibson GK428 4.2 L V8            | G      | 218    | +11 ronden  |
| 14   | LMP2     | 23  | United Autosports         | Ben Hanley Oliver Jarvis Josh Pierson                       | Oreca 07                         | G      | 218    | +11 ronden  |
| 14   | LMP2     | 23  | United Autosports         | Ben Hanley Oliver Jarvis Josh Pierson                       | Gibson GK428 4.2 L V8            | G      | 218    | +11 ronden  |
| 15   | LMP2     | 36  | Alpine Elf Team           | Julien Canal Charles Milesi Matthieu Vaxivière              | Oreca 07                         | G      | 218    | +11 ronden  |
| 15   | LMP2     | 36  | Alpine Elf Team           | Julien Canal Charles Milesi Matthieu Vaxivière              | Gibson GK428 4.2 L V8            | G      | 218    | +11 ronden  |
| 16   | LMP2     | 28  | Jota                      | Pietro Fittipaldi David Heinemeier Hansson Oliver Rasmussen | Oreca 07                         | G      | 218    | +11 ronden  |
| 16   | LMP2     | 28  | Jota                      | Pietro Fittipaldi David Heinemeier Hansson Oliver Rasmussen | Gibson GK428 4.2 L V8            | G      | 218    | +11 ronden  |
| 17   | LMP2     | 10  | Vector Sport              | Gabriel Aubry Ryan Cullen Matthias Kaiser                   | Oreca 07                         | G      | 217    | +12 ronden  |
| 17   | LMP2     | 10  | Vector Sport              | Gabriel Aubry Ryan Cullen Matthias Kaiser                   | Gibson GK428 4.2 L V8            | G      | 217    | +12 ronden  |
| 18   | LMP2     | 9   | Prema Racing              | Juan Manuel Correa Filip Ugran Bent Viscaal                 | Oreca 07                         | G      | 217    | +12 ronden  |
| 18   | LMP2     | 9   | Prema Racing              | Juan Manuel Correa Filip Ugran Bent Viscaal                 | Gibson GK428 4.2 L V8            | G      | 217    | +12 ronden  |
| 19   | LMP2     | 34  | Inter Europol Competition | Albert Costa Fabio Scherer Jakub Śmiechowski                | Oreca 07                         | G      | 217    | +12 ronden  |
| 19   | LMP2     | 34  | Inter Europol Competition | Albert Costa Fabio Scherer Jakub Śmiechowski                | Gibson GK428 4.2 L V8            | G      | 217    | +12 ronden  |
| 20   | LMP2     | 63  | Prema Racing              | Andrea Caldarelli Daniil Kvjat Doriane Pin                  | Oreca 07                         | G      | 216    | +13 ronden  |
| 20   | LMP2     | 63  | Prema Racing              | Andrea Caldarelli Daniil Kvjat Doriane Pin                  | Gibson GK428 4.2 L V8            | G      | 216    | +13 ronden  |
| 21   | LMP2     | 35  | Alpine Elf Team           | Olli Caldwell André Negrão Memo Rojas                       | Oreca 07                         | G      | 216    | +13 ronden  |
| 21   | LMP2     | 35  | Alpine Elf Team           | Olli Caldwell André Negrão Memo Rojas                       | Gibson GK428 4.2 L V8            | G      | 216    | +13 ronden  |
| 22   | Hypercar | 4   | Floyd Vanwall Racing Team | João Paulo de Oliveira Esteban Guerrieri Tristan Vautier    | Vanwall Vandervell 680           | M      | 211    | +18 ronden  |
| 22   | Hypercar | 4   | Floyd Vanwall Racing Team | João Paulo de Oliveira Esteban Guerrieri Tristan Vautier    | Gibson GL458 4.5 L V8            | M      | 211    | +18 ronden  |
| 23   | LMGTE Am | 54  | AF Corse                  | Francesco Castellacci Thomas Flohr Davide Rigon             | Ferrari 488 GTE Evo              | M      | 210    | +19 ronden  |
| 23   | LMGTE Am | 54  | AF Corse                  | Francesco Castellacci Thomas Flohr Davide Rigon             | Ferrari F154CB 3.9 L Turbo V8    | M      | 210    | +19 ronden  |
| 24   | LMGTE Am | 33  | Corvette Racing           | Nick Catsburg Ben Keating Nicolás Varrone                   | Chevrolet Corvette C8.R          | M      | 210    | +19 ronden  |
| 24   | LMGTE Am | 33  | Corvette Racing           | Nick Catsburg Ben Keating Nicolás Varrone                   | Chevrolet LT6 5.5 L V8           | M      | 210    | +19 ronden  |
| 25   | LMGTE Am | 57  | Kessel Racing             | Scott Huffaker Takeshi Kimura Ritomo Miyata                 | Ferrari 488 GTE Evo              | M      | 210    | +19 ronden  |
| 25   | LMGTE Am | 57  | Kessel Racing             | Scott Huffaker Takeshi Kimura Ritomo Miyata                 | Ferrari F154CB 3.9 L Turbo V8    | M      | 210    | +19 ronden  |
| 26   | LMGTE Am | 85  | Iron Dames                | Sarah Bovy Rahel Frey Michelle Gatting                      | Porsche 911 RSR-19               | M      | 210    | +19 ronden  |
| 26   | LMGTE Am | 85  | Iron Dames                | Sarah Bovy Rahel Frey Michelle Gatting                      | Porsche M97/80 4.2 L Flat-6      | M      | 210    | +19 ronden  |
| 27   | LMGTE Am | 56  | Project 1 - AO            | Matteo Cairoli P.J. Hyett Gunnar Jeannette                  | Porsche 911 RSR-19               | M      | 210    | +19 ronden  |
| 27   | LMGTE Am | 56  | Project 1 - AO            | Matteo Cairoli P.J. Hyett Gunnar Jeannette                  | Porsche M97/80 4.2 L Flat-6      | M      | 210    | +19 ronden  |
| 28   | LMGTE Am | 77  | Dempsey-Proton Racing     | Julien Andlauer Christian Ried Mikkel O. Pedersen           | Porsche 911 RSR-19               | M      | 210    | +19 ronden  |
| 28   | LMGTE Am | 77  | Dempsey-Proton Racing     | Julien Andlauer Christian Ried Mikkel O. Pedersen           | Porsche M97/80 4.2 L Flat-6      | M      | 210    | +19 ronden  |
| 29   | LMGTE Am | 98  | NorthWest AMR             | Ian James Daniel Mancinelli Alex Riberas                    | Aston Martin Vantage AMR         | M      | 210    | +19 ronden  |
| 29   | LMGTE Am | 98  | NorthWest AMR             | Ian James Daniel Mancinelli Alex Riberas                    | Aston Martin M177 4.0 L Turbo V8 | M      | 210    | +19 ronden  |
| 30   | LMGTE Am | 86  | GR Racing                 | Ben Barker Riccardo Pera Michael Wainwright                 | Porsche 911 RSR-19               | M      | 210    | +19 ronden  |
| 30   | LMGTE Am | 86  | GR Racing                 | Ben Barker Riccardo Pera Michael Wainwright                 | Porsche M97/80 4.2 L Flat-6      | M      | 210    | +19 ronden  |
| 31   | LMGTE Am | 83  | Richard Mille AF Corse    | Luis Pérez Companc Alessio Rovera Lilou Wadoux              | Ferrari 488 GTE Evo              | M      | 209    | +20 ronden  |
| 31   | LMGTE Am | 83  | Richard Mille AF Corse    | Luis Pérez Companc Alessio Rovera Lilou Wadoux              | Ferrari F154CB 3.9 L Turbo V8    | M      | 209    | +20 ronden  |
| 32   | LMGTE Am | 777 | D'Station Racing          | Tomonobu Fujii Satoshi Hoshino Casper Stevenson             | Aston Martin Vantage AMR         | M      | 209    | +20 ronden  |
| 32   | LMGTE Am | 777 | D'Station Racing          | Tomonobu Fujii Satoshi Hoshino Casper Stevenson             | Aston Martin M177 4.0 L Turbo V8 | M      | 209    | +20 ronden  |
| 33   | LMGTE Am | 60  | Iron Lynx                 | Matteo Cressoni Alessio Picariello Claudio Schiavoni        | Porsche 911 RSR-19               | M      | 209    | +20 ronden  |
| 33   | LMGTE Am | 60  | Iron Lynx                 | Matteo Cressoni Alessio Picariello Claudio Schiavoni        | Porsche M97/80 4.2 L Flat-6      | M      | 209    | +20 ronden  |
| 34   | LMGTE Am | 21  | AF Corse                  | Kei Cozzolino Hiroshi Koizumi Simon Mann                    | Ferrari 488 GTE Evo              | M      | 208    | +21 ronden  |
| 34   | LMGTE Am | 21  | AF Corse                  | Kei Cozzolino Hiroshi Koizumi Simon Mann                    | Ferrari F154CB 3.9 L Turbo V8    | M      | 208    | +21 ronden  |
| 35   | LMGTE Am | 25  | ORT by TF                 | Ahmad Al Harthy Michael Dinan Charlie Eastwood              | Aston Martin Vantage AMR         | M      | 206    | +23 ronden  |
| 35   | LMGTE Am | 25  | ORT by TF                 | Ahmad Al Harthy Michael Dinan Charlie Eastwood              | Aston Martin M177 4.0 L Turbo V8 | M      | 206    | +23 ronden  |
| 36   | Hypercar | 5   | Porsche Penske Motorsport | Dane Cameron Michael Christensen Frédéric Makowiecki        | Porsche 963                      | M      | 182    | +47 ronden  |
| 36   | Hypercar | 5   | Porsche Penske Motorsport | Dane Cameron Michael Christensen Frédéric Makowiecki        | Porsche 9RD 4.6 L Turbo V8       | M      | 182    | +47 ronden  |

## Tussenstanden na wedstrijd
Hypercar (coureurs)
| Pos | Coureur                                               | Punten |
| --- | ----------------------------------------------------- | ------ |
| 1   | Sébastien Buemi Brendon Hartley Ryō Hirakawa          | 133    |
| 2   | Mike Conway Kamui Kobayashi José María López          | 118    |
| 3   | James Calado Antonio Giovinazzi Alessandro Pier Guidi | 102    |
| 4   | Antonio Fuoco Miguel Molina Nicklas Nielsen           | 97     |
| 5   | Earl Bamber Alex Lynn Richard Westbrook               | 72     |

Hypercar (constructeurs)
| Pos | Constructeur | Punten |
| --- | ------------ | ------ |
| 1   | Toyota       | 178    |
| 2   | Ferrari      | 138    |
| 3   | Porsche      | 81     |
| 4   | Cadillac     | 76     |
| 5   | Peugeot      | 58     |

Hypercar (teams)
| Pos | Nr | Constructeur       | Punten |
| --- | -- | ------------------ | ------ |
| 1   | 38 | Hertz Team Jota    | 125    |
| 2   | 99 | Proton Competition | 18     |

LMP2 (coureurs)
| Pos | Coureur                                      | Punten |
| --- | -------------------------------------------- | ------ |
| 1   | Rui Andrade Louis Delétraz Robert Kubica     | 135    |
| 2   | Albert Costa Fabio Scherer Jakub Śmiechowski | 102    |
| 3   | Philip Hanson Frederick Lubin                | 101    |
| 4   | Oliver Jarvis Josh Pierson                   | 85     |
| 5   | Filipe Albuquerque                           | 75     |

LMP2 (teams)
| Pos | Nr | Team                      | Punten |
| --- | -- | ------------------------- | ------ |
| 1   | 41 | Team WRT                  | 135    |
| 2   | 34 | Inter Europol Competition | 102    |
| 3   | 22 | United Autosports         | 101    |
| 4   | 23 | United Autosports         | 85     |
| 5   | 36 | Alpine Elf Team           | 74     |

LMGTE Am (coureurs)
| Pos | Coureur                                           | Punten |
| --- | ------------------------------------------------- | ------ |
| 1   | Nick Catsburg Ben Keating Nicolás Varrone         | 164    |
| 2   | Sarah Bovy Rahel Frey Michelle Gatting            | 79     |
| 3   | Francesco Castellacci Thomas Flohr Davide Rigon   | 73     |
| 4   | Julien Andlauer Christian Ried Mikkel O. Pedersen | 68     |
| 5   | Ahmad Al Harthy Michael Dinan Charlie Eastwood    | 65     |

LMGTE Am (teams)
| Pos | Nr | Team                  | Punten |
| --- | -- | --------------------- | ------ |
| 1   | 33 | Corvette Racing       | 164    |
| 2   | 85 | Iron Dames            | 79     |
| 3   | 54 | AF Corse              | 73     |
| 4   | 77 | Dempsey-Proton Racing | 68     |
| 5   | 25 | ORT by TF             | 65     |